# Tmesisternus bolanicus
Tmesisternus bolanicus là một loài bọ cánh cứng trong họ Cerambycidae.